# Step, Pavlohrad
Step (în ucraineană Степ) este un sat în comuna Poperecine din raionul Pavlohrad, regiunea Dnipropetrovsk, Ucraina.

## Demografie
Componența lingvistică a localității Step
     Rusă (87,31%)
     Ucraineană (12,69%)
Conform recensământului din 2001, majoritatea populației localității Step era vorbitoare de rusă (87,31%), existând în minoritate și vorbitori de ucraineană (12,69%).